# Knežev dvor u Pridvorju
Knežev dvor u Pridvorju u Konavlima, jedan od 11 kneževih dvorova u Dubrovačkoj Republici. Podignut je u 15. stoljeću. Pridvorje (usporedi ime mjesta i smještaj kneževa dvora) je tada bilo upravno središte Konavala u doba Dubrovačke Republike. Među ostalim u Pridvorju je bio i franjevački samostan koji je zbog takve važnosti kakvo je imalo Pridvorje, Dubrovačka Republika dala sagraditi radi očuvanja čistoće katoličkog nauka od utjecaja bogumila i sve agresivnijeg svetosavlja. U dvoru je stolovao konavoski knez. Dvor je imao svoju sudnicu, kuhinju i kneževe odaje te zatvor. Dvor je spaljen 1806. godine. Na njegovu mjestu poslije su podignuti mlin i trgovina, a od veličanstvena dvora ostale su samo naznake. Društvo prijatelja dubrovačke starine angažiralo se je na obnovi njega i drugih kneževih dvorova. Odlučeno je da sve novogradnje na pridvorskom Dvoru nakon 1806. se sruši, a dvor pokuša što je moguće vjernije izvornom obliku obnoviti. 2020. godine obnovljen je u potpnosti prema izvornim nacrtima.